# Апокин, Григорий Иванович
Григорий Иванович Апокин (06.08.1908 — ?) — советский инженер, лауреат Сталинской премии.

## Биография
Родился в г. Бежица (сейчас в черте Брянска).
Окончил два курса Института сельскохозяйственного машиностроения (1927).
С 1927 г. работал конструктором на заводах Ленинграда. В 1930—1931 гг. служил в РККА. С 1931 г. в КБ Ленинградского металлического завода им. Сталина.
В 1940 г. командирован в Германию в торгпредство для приёмки заказов на заводах Круппа. После начала войны помещён в концлагерь. В 1942 г. через Турцию этапирован в СССР.
Работал на ЛМЗ, на заводах «Баррикады» (Сталинград), № 75 (г. Юрга).
С 1944 г. в ЦАКБ (Ленинград). С 1959 г. начальник комплексного отдела, заместитель главного конструктора по агрегатам для ракетной техники ВМФ, ПВО, РВСН.
Участвовал в проектировании артиллерийских установок МК-4 (двухорудийная башенная установка для линкоров проекта 23 и линейных крейсеров проекта 69), МК-5, МК-5бис.

## Награды и звания
- Сталинская премия 2 степени (1946 год) — за разработку конструкции новых образцов морского артиллерийского вооружения.
- Медаль «За оборону Ленинграда».